# Pont Felezi
Le pont Felezi (en farsi پل فلزی ou Pol-e Moalagh) traverse le fleuve Haraz à Amol en Iran.

## Description
Le pont Felezi est l'un des onze ponts d'Amol sur le fleuve Haraz. C'est l'un des trois ponts les plus renommés de la ville avec le Davazdah Cheshmeh et le pont Bahman. C'est le plus ancien et le plus en aval des trois.

## Notes et références

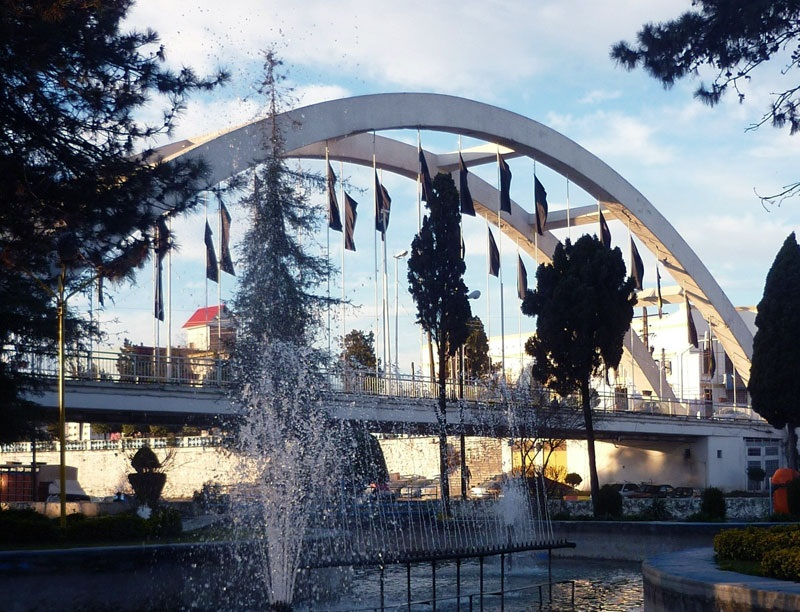
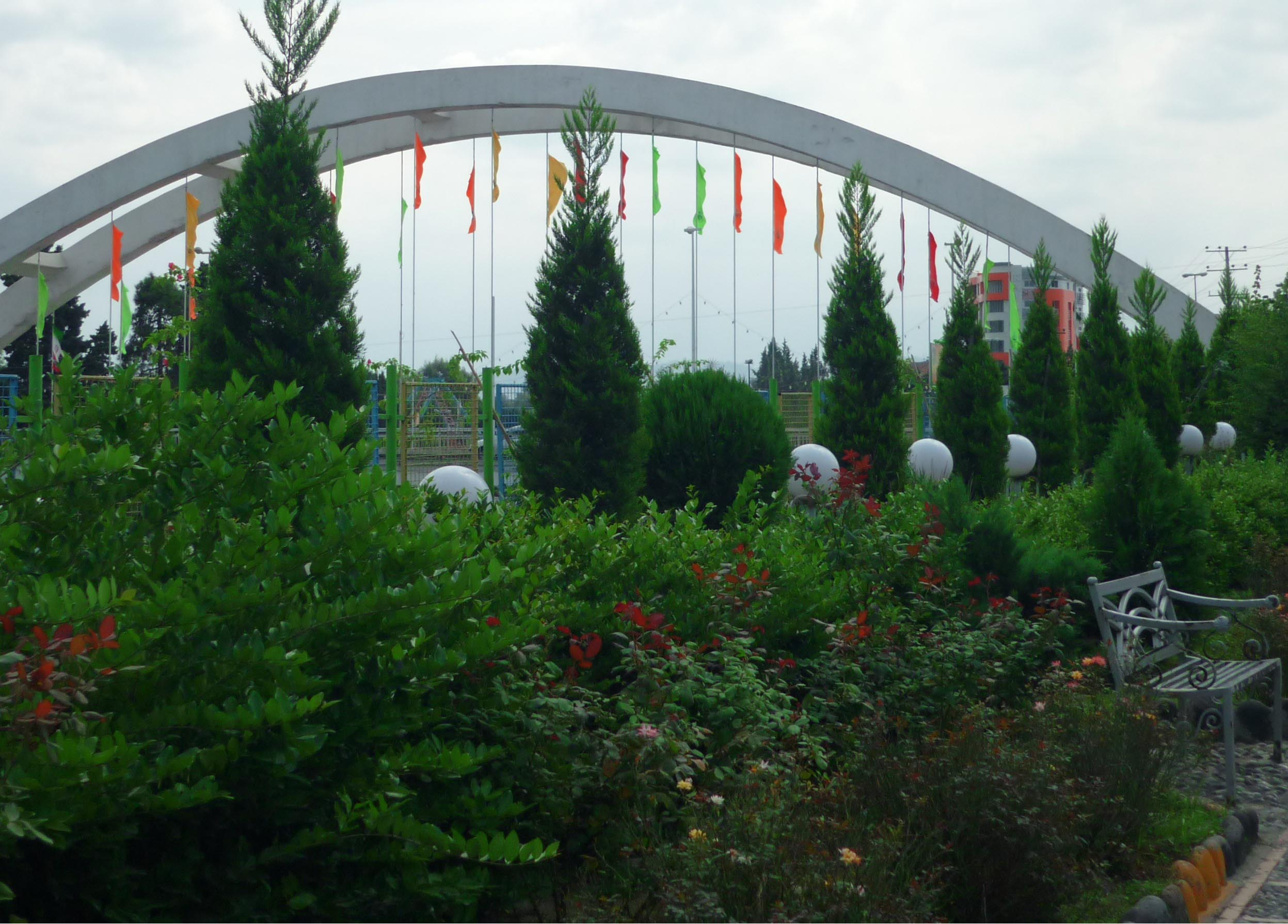
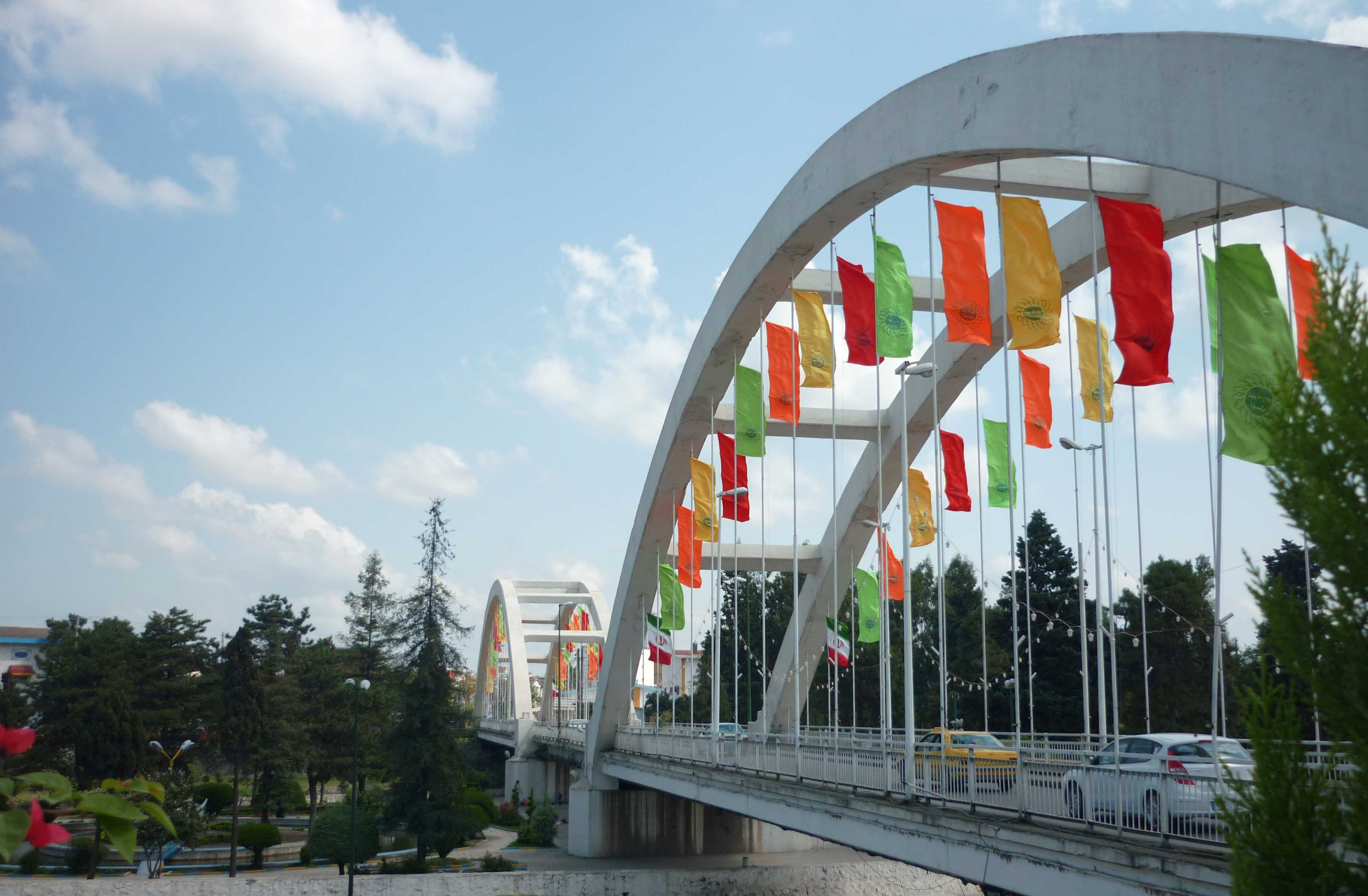

## Histoire
La période Pahlavi et Amol[Quoi ?], la ville est située à côté du pont Davazdah Cheshmeh. C'est un pont suspendu en deux ensembles.